# Новомещеровский сельсовет
Новомещеровский сельсовет — муниципальное образование в Мечетлинском районе Башкортостана.
Административный центр — деревня Новомещерово.

## История
Согласно Закону о границах, статусе и административных центрах муниципальных образований в Республике Башкортостан имеет статус сельского поселения.

## Население
| 2002  | 2009  | 2010  | 2012  | 2013  | 2014  | 2015  |
| ----- | ----- | ----- | ----- | ----- | ----- | ----- |
| 1151  | ↗1202 | ↗1252 | ↘1225 | ↘1219 | ↘1187 | ↘1166 |
| 2016  | 2017  | 2018  |       |       |       |       |
| ↘1153 | ↘1109 | ↘1091 |       |       |       |       |

## Состав сельского поселения
| № | Населённый пункт | Тип населённого пункта          | Население |
| - | ---------------- | ------------------------------- | --------- |
| 1 | Новомещерово     | деревня, административный центр | ↗526      |
| 2 | Азангулово       | деревня                         | ↗326      |
| 3 | Куршалино        | деревня                         | ↘236      |
| 4 | Ясиново          | деревня                         | ↗164      |

### Упраздненные населённые пункты
Трубкильдино — упразднённая в 2005 году деревня.

## Известные уроженцы
- Латыпов, Куддус Канифович (14 июля 1923 — 23 декабря 2016) — военный лётчик, полковник авиации, Герой Советского Союза[13][14].